# Saison 2022 de la LEC
Navigation
Édition précédente Édition suivante
La saison 2022 de la League of Legends European Championship est la quatrième édition de la League of Legends EMEA Championship (LEC) depuis sa refonte. Le segment de printemps du championnat européen du jeu vidéo League of Legends reprend le 14 janvier 2022, tandis que le segment d'Été a repris le 17 juin 2022.
Le 18 novembre 2022, le changement de nom de la ligue est annoncé, et devient League of Legends EMEA Championship.
On apprend durant le segment d'été que Misfits Gaming met en vente son slot, qui sera acquis par l'équipe espagnole Team Heretics. En début octobre, une annonce sur Twitter par Rogue disant que Rogue se joindrai à KOI (l'équipe du streamer Ibai Llanos) pour former une équipe en LEC a été confirmée début décembre.
Ainsi, la ligue accueillera 2 nouvelles équipes en son sein.

## Offseasonprintemps
L'offseason 2021 a été mouvementé, notamment à cause du coup de poker de G2 Esports qui vend tout son staff ainsi que trois de leur joueurs. Un autre fait marquant a lieu, après le rachat du slot LEC de Schalke 04 par la Team BDS. D'autres changement plus ou moins importants ont eu lieu dans les autres équipes, notamment chez Team Vitality ou Fnatic qui se penchent sur la création d'une super-équipe.

### Mad Lions
L'équipe doublement championne l'an passé s'organise différemment pour le début du segment du Printemps.
Après leur séparation avec leur midlaner Marek « Humanoid » Brázda et leur ADC Matyáš « Carzzy » Orság, ils décident de s'orienter vers deux rookies tous deux issus de la Prime League : Steven « Reeker » Chen, midlaner chez BIG et William « UNF0RGIVEN » Nieminen, ADC de SK Gaming Prime. Aucun autre changement majeur n'a eu lieu.

### Fnatic
Après les quelques ratés durant les Worlds de 2021, Fnatic privilégie les joueurs expérimentés. Marek « Humanoid » Brázda prend la place de titulaire à la midlane de Yacin « Nisqy » Dinçer qui devient remplaçant de l'équipe britannique. Pour remplacer Adam « Adam » Maanane, ils signent un contrat avec Martin « Wunder » Hansen, ancien toplaner de G2 Esports. Gabriël « Bwipo » Rau quitte la jungle et Fnatic pour devenir le nouveau toplaner de Team Liquid, aux LCS. Ainsi, pour le remplacer, ils prennent Iván Martín « Razork » Díaz, ancien jungler de Misfits Gaming.

### Rogue
Rogue a beaucoup souffert durant cet offseason. Deux de leur joueur, Kacper « Inspired » Słoma, jungler, et l'ADC français Steven « Hans Sama » Liv, sont partis aux LCS, respectivement chez Evil Geniuses et chez Team Liquid. Pour compenser leurs pertes, ils décident de signer un contrat avec l'ADC Markos « Comp » Stamkopoulos, anciennement remplaçant chez Team Vitality, ainsi qu'avec le jungler coréen Kim « Malrang » Geun-seong, remplaçant de l'équipe championne du monde en 2020 Damwon Kia. Ils signent aussi un contrat avec Christopher « SeeEl » Lee, nouvel assistant coach, anciennement chez Team Vitality.Bee en LFL.

### G2 Esports
Après un raté durant les playoffs  du segment d'Été 2021, l'équipe espagnole G2 Esports décide de se séparer de plusieurs joueurs, étant tous iconique. Martin « Wunder » Hansen en toplane, Martin « Rekkles » Larsson et Mihael « Mikyx » Mehle en botlane, respectivement ADC et support. La nouvelle équipe sera basée sur Marcin « Jankos » Jankowski et Rasmus « caPs » Winther. En toplane, l'ancien toplaner du Schalke 04 Sergen « BrokenBlade » Çelik, en botlane Victor Lirola « Flakked » Tortosa, ancien ADC de MAD Lions Madrid ainsi que Raphaël « Targamas » Crabbé, ancien support de la Karmine Corp. Pour remplacer Fabian « GrabbZ » Lohmann et Christopher « Duffman » Duff au niveau du coaching staff, ils prennent Dylan « Dylan Falco » Falco, ancien head coach du Schalke 04 ainsi que Rodrigo « Rodrigo » Oliveira venant de la même équipe.

### Misfits Gaming
L'équipe américaine fait le pari de la jeunesse, en remplaçant le vétéran Oskar « Vander » Bogdan, qui part dans leur équipe académie Misfits Premier, par le jeune grec Mertai « Mersa » Sari, ancien support de l'équipe de LFL Team GO. Pour compenser le départ de leur jungler Iván Martín « Razork » Díaz, parti chez Fnatic, ils décident de faire monter leur joueur Lucjan « Shlatan » Ahmad précédemment jungler de leur équipe académie. Pour compléter l'équipe, ils prennent Matúš « Neon » Jakubčík, ancien ADC du Schalke 04.

### Team Vitality
Du côté de l'équipe française, beaucoup de changements sont à répertorier. Pour commencer, la Team Vitality envoie leur toplaner Mathias « Szygenda » Jensen dans leur équipe académie Vitality.Bee. Il est remplacé par un joueur d'expérience, Barney « Alphari » Morris, qui était toplaner chez Team Liquid. À la place de Adam « LIDER » Ilyasov, ils décident de signer un contrat avec Luka « Perkz » Perković, midlaner croate iconique en Europe, revenant en LEC, après un passage cher Cloud9. Enfin, pour compléter leur équipe, ils signent avec Matyáš « Carzzy » Orság, ancien botlaner de MAD Lions, qui remplace Juš « Crownshot » Marušič, qui lui part chez Team BDS Academy. Du côté du head coach, c'est Louis-Victor « Mephisto » Legendre qui remplacera Mateusz « Tasz » Borkowski.

### Astralis
L'équipe danoise Astralis subit quelques changements au niveau de la midlane et de la botlane. Leur midlaner Carl Felix « MagiFelix » Boström est remplacé par un rookie, Oliver « Dajor » Ryppa, midlaner de Fnatic Rising. Ils accueillent un nouvel ADC, un vétéran cette fois-ci, Kasper « Kobbe » Kobberup venant de Misfits Gaming pour remplacer Jesper Klarin « Jeskla » Strömberg.

### Excel
L'équipe britannique organise de faibles changements dans son équipe, avec le remplacement de leur toplaner Felix « Kryze » Hellström par Finn « Finn » Wiestål, ancien toplaner de l'équipe américaine Counter Logic Gaming. Ils signent un contrat avec un nouvel assistant coach, Sng « Nelson » Yi Wei. Durant le début de la saison, Excel Esports décident de remplacer leur support néerlandais Henk « Advienne » Reijenga par Mihael « Mikyx » Mehle précédemment chez G2 Esports, et qui se retrouvait sans équipe. Advienne devient remplaçant, puis durant le mois d'avril, il quitte la structure pour rejoindre l'équipe espagnole Giants.

### SK Gaming
Pour l'équipe allemande SK Gaming, de nombreux changements sont à déclarer. D'abord, ils signent un contrat avec Simon « Swiffer » Papamarkos comme head coach. Leur jungler Erik « Treatz » Wessén retourne à sa position initiale, en tant que support. Ils signent un contrat avec Erberk « Gilius » Demir, remplaçant de l'équipe Schalke 04, pour devenir leur nouveau jungler. Enfin, un accord est trouvé entre l'équipe et Daniel « Sertuss » Gamani, leur nouveau midlaner venant de chez Misfits Premier en LFL.

### Team BDS
L'équipe suisse débarque en LEC, après le rachat du slot de Schalke 04. Ainsi, une nouvelle équipe doit être créée. La Team BDS décide de garder deux des cinq anciens joueurs du Schalke 04. Il y a donc à la midlane Ilias « NUCLEARINT » Bizriken et en support Dino « LIMIT » Tot. Pour compléter les places manquantes, ils décident de prendre trois joueurs qui sont passés par la Karmine Corp l'an passé. D'abord le meilleur rookie du Segment d'Été 2021 Adam « Adam » Maanane, ancien toplaner de Fnatic ainsi que Jakub « Cinkrof » Rokicki en jungle et Matthew Charles « xMatty » Coombs en tant qu'ADC. Enfin, comme coaching staff, ils prennent Fabian « GrabbZ » Lohmann et Christopher « Duffman » Duff venant de chez G2 Esports.

## Équipes du segment de printemps
Voici le rendu final des équipes de LEC après l'offseason :
| Équipe                   | Joueurs                      | Joueurs                        | Joueurs                     | Joueurs                         | Joueurs                             | Coach(es)                        |
| Équipe                   | Toplaner                     | Jungler                        | Midlaner                    | ADC                             | Support                             | Coach(es)                        |
| ------------------------ | ---------------------------- | ------------------------------ | --------------------------- | ------------------------------- | ----------------------------------- | -------------------------------- |
| MAD Lions                | Armut (İrfan Tükek)          | Elyoya (Javier Prades Batalla) | Reeker (Steven Chen)        | UNF0RGIVEN (William Nieminen)   | Kaiser (Norman Kaiser)              | Mac (James MacCormack)           |
| MAD Lions                | Armut (İrfan Tükek)          | Elyoya (Javier Prades Batalla) | Reeker (Steven Chen)        | UNF0RGIVEN (William Nieminen)   | Kaiser (Norman Kaiser)              | Kaas (Christophe van Oudheusden) |
| Fnatic                   | Wunder (Martin Hansen)       | Razork (Iván Martín Díaz)      | Humanoid (Marek Brázda)     | Upset (Elias Lipp)              | Hylissang (Zdravets Galabov)        | YamatoCannon (Jakob Mebdi)       |
| Fnatic                   | Wunder (Martin Hansen)       | Razork (Iván Martín Díaz)      | Nisqy (Yasin Dinçer)        | Upset (Elias Lipp)              | Hylissang (Zdravets Galabov)        | YamatoCannon (Jakob Mebdi)       |
| Rogue                    | Odoamne (Andrei Pascu)       | Malrang (Kim Geun-seong)       | Larssen (Emil Larsson)      | Comp (Markos Stamkopoulos)      | Trymbi (Adrian Trybus)              | fredy122 (Simon Payne)           |
| Rogue                    | Odoamne (Andrei Pascu)       | Malrang (Kim Geun-seong)       | Larssen (Emil Larsson)      | Comp (Markos Stamkopoulos)      | Trymbi (Adrian Trybus)              | SeeEl (Christopher Lee)          |
| G2 Esports               | BrokenBlade (Sergen Çelik)   | Jankos (Marcin Jankowski)      | caPs (Rasmus Winther)       | Flakked (Victor Lirola Tortosa) | Targamas (Raphaël Crabbé)           | Dylan Falco (Dylan Falco)        |
| Misfits Gaming           | HiRit (Tae-Min Shin)         | Shlatan (Lucjan Ahmad)         | Vetheo (Vincent Berrié )    | Neon (Matúš Jakubčík)           | Mersa (Mertai Sari)                 | Carter (Alexander Cartwright)    |
| Misfits Gaming           | HiRit (Tae-Min Shin)         | Shlatan (Lucjan Ahmad)         | Vetheo (Vincent Berrié )    | Neon (Matúš Jakubčík)           | Mersa (Mertai Sari)                 | Hiiva (Aleksi Kaikkonen)         |
| Team Vitality            | Alphari (Barney Morris)      | Selfmade (Oskar Boderek)       | Perkz (Luka Perković)       | Carzzy (Matyáš Orság)           | Labrov (Labros Papoutsakis)         | Mephisto (Louis-Victor Legendre) |
| Astralis                 | WhiteKnight (Matti Sormunen) | Zanzarah (Nicolay Akatov)      | Dajor (Oliver Ryppa)        | Kobbe (Kasper Kobberup)         | promisq (Hampus Mikael Abrahamsson) | AoD (Baltat Alin-Ciprian)        |
| Astralis                 | WhiteKnight (Matti Sormunen) | Zanzarah (Nicolay Akatov)      | Dajor (Oliver Ryppa)        | Kobbe (Kasper Kobberup)         | promisq (Hampus Mikael Abrahamsson) | Hansen (Bjørn-Vegar Hansen)      |
| Excel Esports            | Finn (Finn Wiestål)          | Markoon (Mark van Woensel)     | Nukeduck (Erlend Holm)      | Patrik (Patrik Jírů)            | Mikyx (Mihael Mehle)                | YoungBuck (Joey Steltenpool)     |
| Excel Esports            | Finn (Finn Wiestål)          | Markoon (Mark van Woensel)     | Nukeduck (Erlend Holm)      | Patrik (Patrik Jírů)            | Advienne (Henk Reijenga)            | Nelson (Sng Yi Wei)              |
| SK Gaming                | JNX (Janik Bartels)          | Gilius (Erberk Demir)          | Sertuss (Daniel Gamani)     | Jezu (Jean Massol)              | Treatz (Erik Wessén)                | Swiffer (Simon Papamarkos)       |
| Team BDS                 | Adam (Adam Maanane)          | Cinkrof (Jakub Rokicki)        | NUCLEARINT (Ilias Birziken) | xMatty (Matthew Charles Coombs) | LIMIT (Dino Tot)                    | Grabbz (Fabian Lohmann)          |
| Nationalités des joueurs | 8 - 5 - 4 - 3 - 2 - 1        | 8 - 5 - 4 - 3 - 2 - 1          | 8 - 5 - 4 - 3 - 2 - 1       | 8 - 5 - 4 - 3 - 2 - 1           | 8 - 5 - 4 - 3 - 2 - 1               | 8 - 5 - 4 - 3 - 2 - 1            |

## Déroulement de la saison régulière du segment de printemps
La première semaine de la nouvelle saison de la LEC débute avec une superweek. Cette superweek offre son lot de surprise, avec la superteam de Vitality qui termine en 0-3, tout comme Astralis. 2 équipes achèvent cette semaine en 3-0, Rogue et Fnatic. Les résultats de cette semaine 1 étaient attendus, sauf entre SK Gaming et MAD Lions, qui donne SK Gaming vainqueur du match, après une partie de 55 minutes, 4 barons Nashor et 3 dragons ancestraux. Pour la première semaine de la Team BDS, l'équipe suisse réussit à finir en 1-2 en remportant le match face à Excel Esports.
Au début de cette semaine 2, la Team Vitality signe ses premières victoires du Segment de Printemps face à la Team BDS et à G2 Esports, finissant la semaine avec un score de 2-3. Le second jour de cette semaine montre la supériorité de Rogue dans la LEC, finissant en 5-0 la semaine, après leurs victoires face à MAD Lions et BDS. Astralis continue sa série de défaites et se retrouve en 0-5 après 2 semaines de LEC. Fnatic fait une semaine parfaite en l'emportant face aux lapins de Misfits et aux britanniques d'Excel Esports. La Team BDS signe une semaine parfaite grâce à leurs victoires contre les danois d'Astralis et SK Gaming. Rogue continue sa série de victoires, avec un total de 7 victoires à la fin de la semaine. Celle de Fnatic est stoppée par Rogue le premier jour, puis le lendemain G2 Esports remporte le classico face aux orange et noir, ce qui place Fnatic en 5-2. La troisième semaine est aussi marquée par le retour de Mihael « Mikyx » Mehle, qui remplace Henk « Advienne » Reijenga en LEC chez Excel Esports, gagnant ainsi le match face à Astralis.
La semaine 4 sonne la fin des matchs aller, et aussi la fin de la série de défaites de SK Gaming. Rogue termine sa phase aller en 9-0 (score parfait) tandis qu'Astralis termine en 0-9. Les Rogue stoppent la série de 3 victoires de G2 Esports. Les samouraïs de G2 terminent la phase aller en 6-3, tout comme Fnatic. Vitality remonte dans le classement, malgré leur mauvais départ, finissant en 5-4, comme les Madrilènes de MAD Lions et Misfits Gaming. Excel Esports stagne dans le milieu de tableau, en étant en 4-5 devant BDS en 3-6 et SK Gaming en 2-7 ; Astralis termine le classement.
Le début des matchs retour est notable. Les joueurs font leur retour dans les studios berlinois de la LEC. Mais le fait marquant de cette semaine se passe durant le match Astralis - Rogue, où Astralis, en 0-9, arrive à battre Rogue, en 9-0. Cela stoppe les Rogue dans leur rêve de saison parfaite. Misfits Gaming ont eux aussi décroché une victoire face aux titans de Rogue et terminent leur semaine en 2-0, les menant à un score total de 7-4. SK Gaming continue de grimper dans le classement, grâce à leur victoire face aux MAD Lions, qui eux se retrouvent dans une mauvaise posture, enchaînant les défaites.
La sixième semaine commence avec la seconde victoire d'Astralis face aux Fnatic. SK Gaming l'emporte face à G2 Esports et à Team BDS, leur permettant de finir la semaine en 2-0. Les Rogue renouent avec la victoire, en battant les MAD Lions, qui continue de perdre des places dans le classement, ainsi que la Team Vitality. Le match retour du classico entre Fnatic et G2 Esports donne pour vainqueur Fnatic, mettant donc l'équipe espagnole en 0-2. La Team BDS n'arrive toujours pas à retrouver la victoire, et continue leur série de 6 défaites.
Les MAD Lions continuent de perdre, face à Excel Esports et le Kled signature de Finn « Finn » Wiestål et face à Fnatic. Les Madrilènes continuent leur série de défaites, et arrivent maintenant à six défaites d'affilée, ce qui met leur place en playoffs en sursis. La Team Vitality termine la septième semaine en 2-0, tout comme Fnatic. Astralis remporte une troisième victoire face à SK Gaming. Mais le match de la semaine était entre G2 Esports et Misfits Gaming. Après un match de 39 minutes, ce sont les lapins qui gagnent, malgré un retard de quasiment 14 000 golds face aux G2 qui ont menacé le Nexus de Misfits dès la 22e minute de jeu. Le match est remporté grâce à la Akali de Vincent « Vetheo » Barrié et l'une des premières Zeri compétitives, jouée par Matúš « Neon » Jakubčík.
Après la septième semaine, il n'y a plus que 2 places disponibles aux playoffs. Ces 2 places seront disputées entre Excel Esports, Team Vitality, MAD Lions et SK Gaming, même si les 2 dernières équipes citées ont très peu de chances d'accéder à la phase suivante. La course aux playoffs est donc lancée pour les 4 équipes et dès le début de la superweek, SK Gaming et MAD Lions réussissent à gagner leurs matchs respectivement face à Rogue, déjà qualifié aux playoffs et face à Vitality. Malheureusement, malgré leur victoire le jour d'avant, les SK sont disqualifiés de la course aux playoffs après leur défaite face aux britanniques d'Excel, qui eux se qualifient pour la première fois de leur histoire. MAD Lions est toujours en chasse et prend une seconde victoire face à Astralis. La Team Vitality continue les défaites et perd contre G2 Esports. La dernière place de la prochaine phase de la LEC se jouera entre Vitality et MAD Lions ; une seule victoire fait passer Vitality en playoffs, tandis que les MAD Lions doivent gagner leur match et espérer que Astralis gagne face aux abeilles. Et malheureusement pour les Lions de Madrid, Vitality gagne face à l'équipe danoise, malgré leur victoire face à la Team BDS. Les MAD Lions sont donc disqualifiés et c'est Vitality qui prend la sixième place des playoffs. Les SK Gaming prennent tout de même une victoire face aux Misfits, avec un pentakill de Jean « Jezu » Massol sur Kalista. Les Rogue prennent une énième victoire en gagnant face à G2 Esports, ce qui clôt la première phase de la LEC.

## Résultat de la Saison Régulière du Printemps
| Classement | Équipes            | Résultats |
| 1.         | Rogue              | 14 : 4    |
| 2.         | Fnatic             | 13 : 5    |
| 3.         | Misfits Gaming     | 12 : 6    |
| 4.         | G2 Esports         | 11 : 7    |
| 5.         | Excel Esports (en) | 9 : 9     |
| 6.         | Team Vitality      | 9 : 9     |
| 7.         | MAD Lions          | 8 : 10    |
| 8.         | SK Gaming          | 7 : 11    |
| 9.         | Team BDS           | 4 : 14    |
| 10.        | Astralis           | 3 : 15    |

## Déroulement des playoffs du segment du printemps
Les premiers matchs de playoffs sont joués dès le 25 mars. Et en ouverture, une série entre Rogue et Misfits Gaming. La série se termine après une victoire de Rogue en remportant 3 matchs contre 1 pour les lapins de Misfits. Rogue s'avance vers la première demi-finale, tandis que Misfits, malgré leur défaite, se retrouve propulsés vers la troisième manche. Le second match se joue entre G2 Esports et Fnatic. Le classico entre les deux plus grandes équipes de LEC donne Fnatic vainqueurs en gagnant 3-1, face à des G2 montrant quelques signes de faiblesses durant leurs matchs. Fnatic rejoint Rogue à la première demi-finale, et G2 s'avance vers la deuxième manche.
Le dernier match de cette première manche se joue entre Vitality et Excel. La série finit sur un résultat serré de 3-2, étant en faveur des abeilles de Vitality, qui l'emporte face à l'équipe britannique accomplissant leurs premiers playoffs de leur histoire. Cela signe donc une fin de segment pour Excel Esports et une avancée à la seconde manche face à G2 Esports pour Vitality.
La deuxième manche entre les abeilles de la Team Vitality et les samouraïs de G2 Esports, donne ces derniers largement vainqueurs en gagnant 3-0. L'équipe française termine son segment en terminant cinquième de la ligue. La troisième manche à des goûts de déjà vu, s'achevant par un 3-0 sec infligé par G2 Esports aux lapins de Misfits, signant ainsi la fin du segment pour l'équipe américaine. G2 avance donc vers la seconde demi-finale, et affrontera le perdant de la première demi-finale. L'arrivée de la première demie promet une série intense entre Rogue et Fnatic. Après 5 matchs serrés, c'est Rogue qui passe en finale de la LEC en gagnant 3 à 2. Fnatic retrouvera G2 durant la seconde demi-finale, espérant obtenir un ticket pour la finale.
La deuxième demi-finale montre un désir de vengeance de la part des samouraïs face à l'équipe britannique en orange et noir. G2 continue dans leur lancée et l'emporte 3-0, les envoyant en finale du LEC, avec une série de 9 victoires. La finale, se déroulant le 10 Avril aux locaux de la LEC à Berlin, oppose G2 Esports à Rogue.
Et, à la surprise générale, c'est G2 qui inflige une quatrième fois un 3-0 à une équipe européenne, remportant pour la neuvième fois le trophée.
Ils gagnent en même temps un ticket vers la Corée du Sud pour jouer le Mid-Season Invitational à Busan.

## Résumé du Mid-Season Invitational de la LEC
G2 Esports débute le MSI dans le groupe C, en compagnie du représentant des LCS Evil Geniuses ainsi que le représentant de la LCO, ORDER. Les samouraïs réussissent à sortir de cette première phase en remportant tous ses matchs face aux deux équipes. Ils avancent vers la deuxième phase, le Rumble Stage, où ils seront seed 1, tout comme T1 et RNG. G2 débute le Rumble Stage en battant le représentant de la LPL et de la LCK, mais s'incline pour la première fois depuis le début des playoffs de la LEC face à l'équipe représentante du PCS PSG Talon. Ils parviennent tout de même à sortir de cette phase et vont en demi-finale. La demi-finale sera expéditive, face à des T1 ingérables, où ils infligent un 3-0 sec au représentant de la LEC G2 Esports. Malgré leur victoire, l'équipe coréenne s'inclinera face à l'équipe chinoise, après 5 matchs serrés.

## Offseasonété
L'offseason a été très peu mouvementé. De légers changements sont à noter hormis chez Astralis et Team BDS, où les changements sont légèrement plus importants.
Du côté de G2 Esports, Fnatic, Rogue, Excel Esports ou SK Gaming, aucun changements n'ont été fait.

### Team Vitality
La Team Vitality opère un changement au niveau de la jungle. Ils décident de bench leur joueur Oskar « Selfmade » Boderek pour mettre à sa place l'ancien jungler de l'équipe mannoise X7 Kang « Haru » Min-seung, ancien champion du monde avec l'équipe Samsung Galaxy en 2017. Ils décident d'acquérir le joueur Zhou « Bo » Yang-bo, jungler de FunPlus Phoenix, qui sera formé afin de pouvoir jouer durant la prochaine saison. Enfin, ils signent un contrat avec Đorđe « Spale » Spasić, ancien head coach de Unicorn of Love Sexy Edition, qui devient assistant coach.

### Misfits Gaming
L'équipe a dû faire face à un petit souci. Leur toplaner Shin « HiRit » Tae-min est parti en Corée pour régler un problème personnel. Pour remédier à ce manque à la toplane, ils font monter leur joueur Joël « Irrelevant » Miro Scharoll venant de leur équipe académie Misfits Premier. Durant la seconde partie du Segment d'Été, ils décident de remplacer Lucjan « Shlatan » Ahmad par Nikolay « Zanzarah » Akatov venant de leur académie. Shlatan retourne donc en LFL pour aider l'équipe à se qualifier aux playoffs.

### MAD Lions
Le pari de la jeunesse n'a pas été très concluant pour l'équipe madrilène. Ils décident de se séparer de leur midlaner Steven « Reeker » Chen, qui part chez Team BDS Academy.
Ce sera Yasin « Nisqy » Dinçer, ancien remplaçant à la midlane de Fnatic, qui prendra sa place.

### Team BDS
Après une saison régulière plutôt décevante pour la nouvelle équipe de LEC, ils décident de changer de toplaner et de support. À la place de Adam « Adam » Maanane, qui descend en LFL, ils font monter Tobiasz « Agresivoo » Ciba à sa place. Le support Dino « LIMIT » Tot descend lui-aussi dans l'équipe académie pour laisser sa place à Robert « Erdote » Nowak. Vers la fin de la saison, LIMIT reprendra sa place en LEC tandis que Erdote retournera en LFL.

### Astralis
L'équipe prend une décision drastique. Astralis se sépare de 3 de leurs joueurs. D'abord de Matti « Whiteknight » Sormunen qui part chez KOI, l'équipe du streamer espagnol Ibai Llanos en LVP. Leur jungler Nicolay « Zanzarah » Akatov part chez Misfits Premier et Hampus Mikael « promisq » Abrahamsson, leur support, part chez AGO Rogue en Ultraliga.
À leurs places, ils signent un contrat avec Kiss « Viziscasci » Tamás, ancien toplaner de Team GO, avec Andrei « Xerxe » Dragomir, précédemment chez Immortals aux LCS, ainsi qu'avec Lee « JeongHoon » Jeong-hoon, support de l'équipe académie de Fredit BRION, en LCK CL.

## Équipes du segment d'été
| Équipe                   | Joueurs                         | Joueurs                        | Joueurs                     | Joueurs                         | Joueurs                      | Coach(es)                        |
| Équipe                   | Toplaner                        | Jungler                        | Midlaner                    | ADC                             | Support                      | Coach(es)                        |
| ------------------------ | ------------------------------- | ------------------------------ | --------------------------- | ------------------------------- | ---------------------------- | -------------------------------- |
| G2 Esports               | BrokenBlade (Sergen Çelik)      | Jankos (Marcin Jankowski)      | caPs (Rasmus Winther)       | Flakked (Victor Lirola Tortosa) | Targamas (Raphaël Crabbé)    | Dylan Falco (Dylan Falco)        |
| Rogue                    | Odoamne (Andrei Pascu)          | Malrang (Kim Geun-seong)       | Larssen (Emil Larsson)      | Comp (Markos Stamkopoulos)      | Trymbi (Adrian Trybus)       | fredy122 (Simon Payne)           |
| Rogue                    | Odoamne (Andrei Pascu)          | Malrang (Kim Geun-seong)       | Larssen (Emil Larsson)      | Comp (Markos Stamkopoulos)      | Trymbi (Adrian Trybus)       | SeeEl (Christopher Lee)          |
| Fnatic                   | Wunder (Martin Hansen)          | Razork (Iván Martín Díaz)      | Humanoid (Marek Brázda)     | Upset (Elias Lipp)              | Hylissang (Zdravets Galabov) | YamatoCannon (Jakob Mebdi)       |
| Misfits Gaming           | Irrelevant (Joël Miro Scharoll) | Zanzarah (Nikolay Akatov)      | Vetheo (Vincent Berrié )    | Neon (Matúš Jakubčík)           | Mersa (Mertai Sari)          | Carter (Alexander Cartwright)    |
| Misfits Gaming           | Irrelevant (Joël Miro Scharoll) | Zanzarah (Nikolay Akatov)      | Vetheo (Vincent Berrié )    | Neon (Matúš Jakubčík)           | Mersa (Mertai Sari)          | Hiiva (Aleksi Kaikkonen)         |
| Team Vitality            | Alphari (Barney Morris)         | Haru (Kang Min-seung)          | Perkz (Luka Perković)       | Carzzy (Matyáš Orság)           | Labrov (Labros Papoutsakis)  | Mephisto (Louis-Victor Legendre) |
| Team Vitality            | Alphari (Barney Morris)         | Selfmade (Oskar Boderek)       | Perkz (Luka Perković)       | Carzzy (Matyáš Orság)           | Labrov (Labros Papoutsakis)  | Mephisto (Louis-Victor Legendre) |
| Excel Esports            | Finn (Finn Wiestål)             | Markoon (Mark van Woensel)     | Nukeduck (Erlend Holm)      | Patrik (Patrik Jírů)            | Mikyx (Mihael Mehle)         | YoungBuck (Joey Steltenpool)     |
| Excel Esports            | Finn (Finn Wiestål)             | Markoon (Mark van Woensel)     | Nukeduck (Erlend Holm)      | Patrik (Patrik Jírů)            | Mikyx (Mihael Mehle)         | Nelson (Sng Yi Wei)              |
| MAD Lions                | Armut (İrfan Tükek)             | Elyoya (Javier Prades Batalla) | Nisqy (Yasin Dinçer)        | UNF0RGIVEN (William Nieminen)   | Kaiser (Norman Kaiser)       | Mac (James MacCormack)           |
| MAD Lions                | Armut (İrfan Tükek)             | Elyoya (Javier Prades Batalla) | Nisqy (Yasin Dinçer)        | UNF0RGIVEN (William Nieminen)   | Kaiser (Norman Kaiser)       | Kaas (Christophe van Oudheusden) |
| SK Gaming                | JNX (Janik Bartels)             | Gilius (Erberk Demir)          | Sertuss (Daniel Gamani)     | Jezu (Jean Massol)              | Treatz (Erik Wessén)         | Swiffer (Simon Papamarkos)       |
| Team BDS                 | Agresivoo (Tobiasz Ciba)        | Cinkrof (Jakub Rokicki)        | NUCLEARINT (Ilias Birziken) | xMatty (Matthew Charles Coombs) | LIMIT (Dino Tot)             | Grabbz (Fabian Lohmann)          |
| Team BDS                 | Agresivoo (Tobiasz Ciba)        | Cinkrof (Jakub Rokicki)        | NUCLEARINT (Ilias Birziken) | xMatty (Matthew Charles Coombs) | Erdote (Robert Nowak)        | Grabbz (Fabian Lohmann)          |
| Astralis                 | Viziscasci (Kiss Tamás)         | Xerxe (Andrei Dragomir)        | Dajor (Oliver Ryppa)        | Kobbe (Kasper Kobberup)         | JeongHoon (Lee Jeong-hoon)   | AoD (Baltat Alin-Ciprian)        |
| Astralis                 | Viziscasci (Kiss Tamás)         | Xerxe (Andrei Dragomir)        | Dajor (Oliver Ryppa)        | Kobbe (Kasper Kobberup)         | JeongHoon (Lee Jeong-hoon)   | Hansen (Bjørn-Vegar Hansen)      |
| Nationalités des joueurs | 8 - 4 - 3 - 2 - 1               | 8 - 4 - 3 - 2 - 1              | 8 - 4 - 3 - 2 - 1           | 8 - 4 - 3 - 2 - 1               | 8 - 4 - 3 - 2 - 1            | 8 - 4 - 3 - 2 - 1                |

## Déroulement de la saison régulière du segment d'été
La LEC reprend avec une superweek, tout comme le Segment du Printemps, avec des performances notables, comme celle de G2, seule équipe à réaliser un score parfait, ou encore celle d'Excel qui parvient notamment à battre Fnatic et à finir en 2-1 en fin de semaine, tout comme Astralis qui obtient 2 victoires contre des équipes déjà en difficulté. Un match sort tout de même du lot durant cette semaine de reprise, MAD Lions contre Rogue, qui donne Rogue vainqueur grâce à un vol du dragon ancestral par Markos « Comp » Stamkopoulos avec Ezreal. Cette victoire leur permet de ne pas achever la semaine en 0-3.
La seconde semaine est encore remplie de surprise, avec la victoire des britanniques de Excel face aux abeilles de Vitality, après quelques soucis durant la partie dû à un bug, entraînant une pause de quasiment 2 heures, ainsi qu'un chronobreak, qui s'est avéré être défaillant. La partie a donc été rejouée juste après ce chronobreak, ce qui a donné Excel vainqueur. L'autre exploit de cette semaine est la défaite des samouraïs de G2 face à BDS, permettant ainsi à l'équipe suisse de décrocher sa première victoire. C'est aussi l'occasion pour Misfits Gaming de suivre l'exemple donné par BDS, en décrochant une première victoire contre SK Gaming. Après cette semaine, plus aucune équipe n'est invaincue, mais 2 équipes se détachent du lot : G2 Esports et Excel.
Cette troisième semaine n'a pas de grandes surprises à nous proposer, hormis la victoire de Fnatic face à G2 durant le classico. Excel mène toujours, avec un score de 5-2, tout comme Rogue, remontant la pente petit à petit, ainsi que Fnatic qui reprend du poil de la bête. La semaine 4 s'annonce palpitante, après la chute des colosses de Fnatic face à Misfits Gaming et Vitality et celle de Excel face à Astralis et SK Gaming. Rogue se retrouve seul sur le trône, en 7-2, suivi de près par MAD Lions étant en 6-3. Le milieu de tableau est très serré, avec 4 équipes en 5-4, et 2 équipes en 4-5. On peut observer aussi que BDS se retrouve en grande difficulté, en finissant la phase aller en 1-8.
Cette nouvelle semaine est synonyme de défaite pour Rogue, qui n'avait pas perdu depuis la première semaine, et qui doit s'incliner face à des G2 surpuissants. Le match opposant Excel à Fnatic fut aussi très intéressant à regarder, car les britanniques d'Excel ont déroulés la partie comme du papier à musique, grâce à un snowball  rondement mené.
Les lions de Madrid se retrouvent leader de la LEC, a égalité avec Rogue en 8-3, suivi par Excel en 7-4, et par G2 et Vitality tous deux en 6-5. Pour Fnatic, leur série de défaites montre qu'ils ont du mal à voir la lumière au fond du tunnel.
La semaine 6 montre de bonnes nouvelles pour la plupart des équipes de milieu de tableau, notamment Misfits Gaming qui termine leur semaine en 2-0, tout comme Vitality ou MAD Lions. À l'inverse, c'est la débâcle pour Rogue, qui s'inflige une semaine en 0-2, au même niveau que BDS qui n'arrive pas à trouver une opportunité pour s'emparer de la victoire. Fnatic arrive à stopper leur série de défaites, en battant la lanterne rouge de la ligue, ce qui n'est pas vraiment rassurant à 2 semaines de la fin de la saison régulière.
L'avant-dernière semaine de la saison régulière apporte son lot de surprise, avec, durant la seconde journée, le top 3 du classement qui chute. En effet, MAD Lions perd ses 2 rencontres, face à Misfits et Rogue. Vitality s'écroule face à Astralis, tout comme Excel face à BDS qui s'empare de leur seconde victoire. SK Gaming parvient aussi à grappiller des victoires et peut continuer à croire aux playoffs.
Le second round du classico entre G2 Esports et Fnatic donne cette fois-ci G2 gagnant, leur donnant de fortes chances d'accéder à la phase suivante. À ce stade, seul MAD Lions est qualifié pour la phase suivante.
Cette semaine 8 signe la fin de la première partie du Segment d'Été. La dernière semaine du segment est synonyme de superweek. Cette superweek est décisive pour la plupart des équipes, car 8 d'entre elles peuvent rejoindre MAD Lions en playoffs. SK Gaming parvient à s'emparer d'une victoire face à Vitality, mais ce ne sera pas suffisant pour atteindre la phase suivante. Astralis, malgré un parcours très honorable, finiront leur semaine en 0-3. De l'autre côté du classement, c'est G2 qui réalise la meilleure performance. Les samouraïs terminent premiers de la saison régulière, en finissant la semaine en 3-0, avec une victoire face aux MAD Lions leur donnant ainsi un accès direct aux Worlds 2022 et à la phase de groupe de cette dernière à New York. Rogue se qualifie tout en beauté, avec un pentakill de Markos « Comp » Stamkopoulos avec Sivir face à Excel. Misfits Gaming parvient aussi à se qualifier. Les deux dernières places sont très disputées entre Excel, Fnatic et Vitality, mais les abeilles finiront leur semaine en 0-3 et perdront le match pour la sixième place face à Excel. Fnatic arrivera à se ressaisir et à achever la semaine en 3-0, leur permettant donc de se qualifier.

## Résultat de la saison régulière d'été
| Classement | Équipes        | Résultats |
| 1.         | G2 Esports     | 12 : 6    |
| 2.         | MAD Lions      | 12 : 6    |
| 3.         | Rogue          | 11 : 7    |
| 4.         | Misfits Gaming | 10 : 8    |
| 5.         | Fnatic         | 10 : 8    |
| 6.         | Excel Esports  | 9 : 9     |
| 7.         | Team Vitality  | 9 : 9     |
| 8.         | SK Gaming      | 7 : 11    |
| 9.         | Astralis       | 7 : 11    |
| 10.        | Team BDS       | 3 : 15    |

## Déroulement desplayoffsdu segment d'été
Les playoffs débutent par une série entre MAD Lions et Rogue, donnant Rogue vainqueur 3-2, avec notamment un pentakill de Markos « Comp » Stamkopoulos avec Sivir, ce qui les envoient donc dans la phase suivante. Ils obtiennent aussi une place aux Worlds 2022. La deuxième série oppose G2 Esports et Misfits Gaming. G2 gagne 3-1 sur cette série, et rejoint Rogue sur la phase suivante. La victoire de G2 permet aux MAD Lions de se qualifier aux Worlds. La dernière série de cette semaine se joue entre Excel et Fnatic. Après une série très serrée entre les deux équipes britanniques, c'est Fnatic qui s'impose 3-2 en réalisant un reverse sweep. On aura eu le droit tout de même à une performance incroyable de Patrik « Patrik » Jírů sur Nilah sur la première partie, ainsi qu'à une performance de Martin « Wunder » Hansen sur Gragas en game 3.
Cette seconde semaine de playoffs débute par un match entre Fnatic et Misfits. Un 3-0 à l'avantage de Fnatic leur permet de passer à la manche suivante, où ils retrouveront MAD Lions. Ils se qualifieront aux Worlds en même temps. Malheureusement, ce fût les 3 derniers matchs de Misfits en LEC. La suite des playoffs se jouait entre G2 Esports et Rogue, et sera lui aussi un 3-0 en faveur de G2, qui s'envole en Finale, se déroulant pour la première fois depuis la crise du Covid-19 dans une autre ville que Berlin, en Allemagne. La finale se jouera à Malmö le 11 Septembre. Rogue se retrouve en demi-finale, qui se déroulera aussi à Malmö. Le dernier match de la semaine oppose MAD Lions à Fnatic. Durant cette série a eu lieu la partie la plus rapide de l'année en LEC (19 minutes et 31 secondes), ainsi que la victoire 3-1 de Fnatic face aux lions madrilènes. Les oranges et noirs iront donc avec Rogue à Malmö.
La dernière semaine de la LEC débute avec le match Rogue contre Fnatic. Fnatic, malgré un très beau parcours, doit s'incliner 3-1 face à Rogue. On a eu le droit au Ornn de Andrei « Odoamne » Pascu durant la troisième partie, avec lequel il réussira à solokill Martin « Wunder » Hansen sous la tourelle. La finale, opposant G2 Esports à Rogue laisse présager une victoire en bonne et due forme pour les samouraïs. Mais c'est bel et bien l'inverse qui arrivera. Rogue inflige un 3-0 sec à G2, avec encore une fois un pentakill de Markos « Comp » Stamkopoulos, mais cette fois-ci avec Kalista.
Ainsi, Rogue obtiendra son premier titre et dernier titre en LEC, avant une nouvelle histoire sous le nom de KOI.

## Résumé des Worlds 2022 de la LEC
Article détaillé : Championnat du monde de League of Legends 2022
Pour les Worlds 2022, on retrouve MAD Lions en tant que seed 4 et Fnatic en seed 3. Ces deux équipes vont à Mexico, au Mexique, pour jouer la phase de play-ins. Dans le groupe de Fnatic, on retrouve comme équipe notable Evil Geniuses et dans celui de MAD Lions RNG ou encore DRX. Tout se passe pour le mieux pour l'équipe britannique, où l'on a même le droit d'avoir un pentakill de Elias « Upset » Lipp sur Kalista face à l'équipe de LCO Chiefs Esports Club. Ils finissent en 4-1, malgré des soucis à cause de la pandémie de Covid-19 le premier jour, et sont qualifiés d'office à la phase suivante. À l'inverse, pour MAD Lions, ce fut plus complexe, et termine troisième de leur groupe en étant 3-2, mais doivent s'incliner dans une série de 5 matchs face à Evil Geniuses en perdant 3-0.
Pour le group stage, 3 équipes LEC sont en lice. Tout d'abord, Fnatic (seed 4) se retrouve dans le groupe A avec T1, EDG et Cloud9. G2 sera dans le groupe B avec Damwon, JD Gaming et Evil Geniuses. Quant à Rogue, ils se retrouvent dans le groupe C avec DRX, TOP Esports et GAM Esports. Mais seulement 1 des 3 équipes représentantes passera en huitième de finale, et ce sera Rogue qui finira en 4-2. Fnatic n'était pas loin de s'en sortir, en finissant en 2-4 avec une victoire face aux coréens de T1. Pour G2, c'est la douche froide. Ils n'obtiennent qu'une seule victoire face à Evil Geniuses et terminent en 1-5. Rogue se retrouvera contre JD Gaming en huitième de finale.
Le match tant attendu entre notre dernier représentant européen face à un titan de la LPL se conclut à un 3-0 très rapide étant en faveur de JD Gaming. La LEC est donc officiellement sortie de ces worlds.
Finalement, ce sera DRX qui s'imposera 3-2 face à T1.